# 長田美雪
長田 美雪 （ながた みゆき、1990年11月28日 - ）は、日本の女性声優、シンガー、女流プロ雀士。雀士としてRMUに所属しており、かつては声優としてstudio A-CATに所属していた。東京都出身。

## 来歴
2011年より声優としてstudio A-CATに所属、2014年1月31日をもって退所し、同年2月1日よりフリーランスで活動。
2020年1月30日よりRMUに所属。

## 出演作品

### テレビアニメ
- 宇宙兄弟（2012年 - 2014年、JAXAガイド、清水早苗、ダミアンの妻、少年ブライアン、オリビア 他）
- 貧乏神が!（2012年、長沢愛、龍汰の友達）
- 銀魂'（2012年、百華）

### CM
- サンデーCM劇場『電波教師』（柊暦）

### 吹き替え
- アイアン・スカイ（2012年）